# Язык тела (фильм, 1992)
«Язык тела» (англ. Body Language) — американский художественный телефильм 1992 года, триллер, снятый режиссёром Артуром Алланом Сайделманом. Главные роли в фильме исполнили Линда Перл, Хизер Локлир, Джеймс Эчесон, Эдвард Элберт, Гари Бизиг и Джефф Кайзер. Премьера фильма состоялась 15 июля 1992 года в США.

## Сюжет
Норма становится помощницей Бетси Фриз, первой женщиной-президента в истории «Орфей Капитал Корпорэйшенс». Но для того, чтобы занять это место Норма идёт на убийство её секретарши Холли Энтони. Но Норма это сделала не только ради получения рабочего места. У неё коварные планы — сделать карьеру и занять место Бетси.
Норма во всём подражает своей начальнице — вначале подделывает её внешность, затем перенимает её манеры поведения, а в конце концов подделывает и документы. Она даже встречается с любовником Бетси Виктором. Бетси же сперва ни о чём не догадывается…

## В ролях
- Линда Перл — Норма
- Хизер Локлир — Бетси Фриз
- Джеймс Эчесон — Виктор
- Эдвард Элберт — Чарльз Стеллар
- Гари Бизиг — детектив Гордон
- Джефф Кайзер — Ричи